# Hypena radiatalis
Hypena radiatalis är en fjärilsart som beskrevs av Jacob Hübner 1796. Hypena radiatalis ingår i släktet Hypena och familjen nattflyn. Inga underarter finns listade i Catalogue of Life.